# Università di Houston
L'Università di Houston (University of Houston), abbreviata in UH, è un'università pubblica e centro di ricerca situato a Houston, in Texas. Fondata il 7 marzo 1927, attualmente è la terza più grande università dello Stato texano e la ventitreesima negli USA.

## Bibliografia

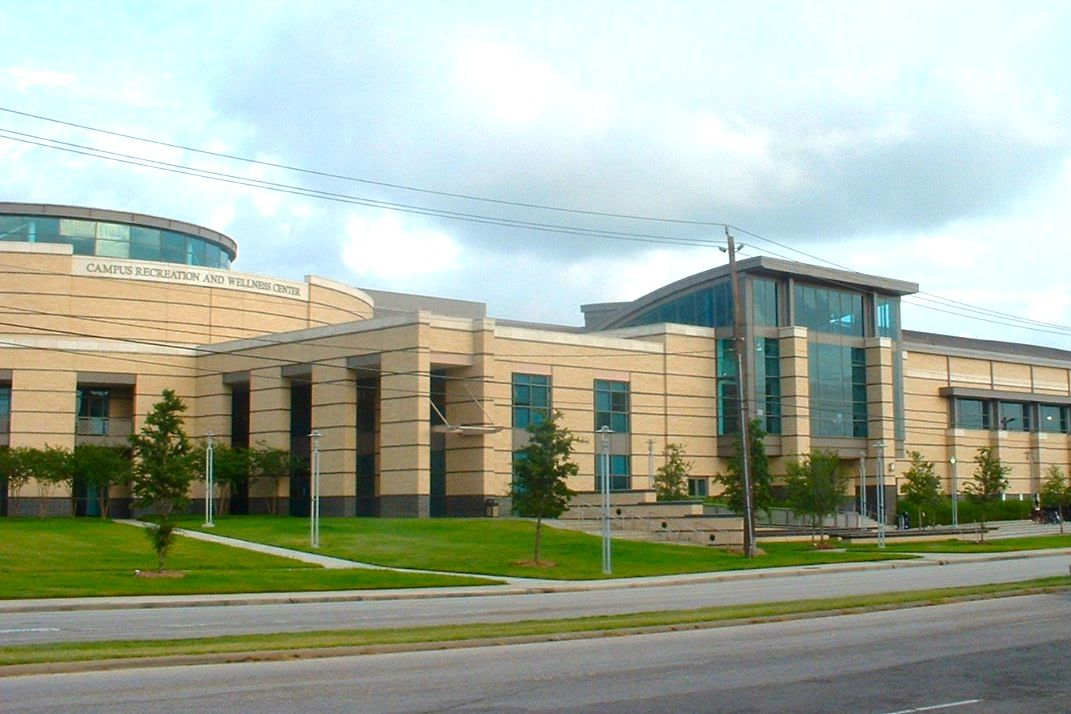
Il campus ricreativo dell'università.